# マルトモ
マルトモ株式会社（Marutomo Co.,Ltd.）は、愛媛県伊予市米湊に本社を置く、鰹節（花かつお他）や、調味料などを製造する水産加工品メーカーである。コーポレートスローガンは、「感動を、けずり出そう。」。

## 概要

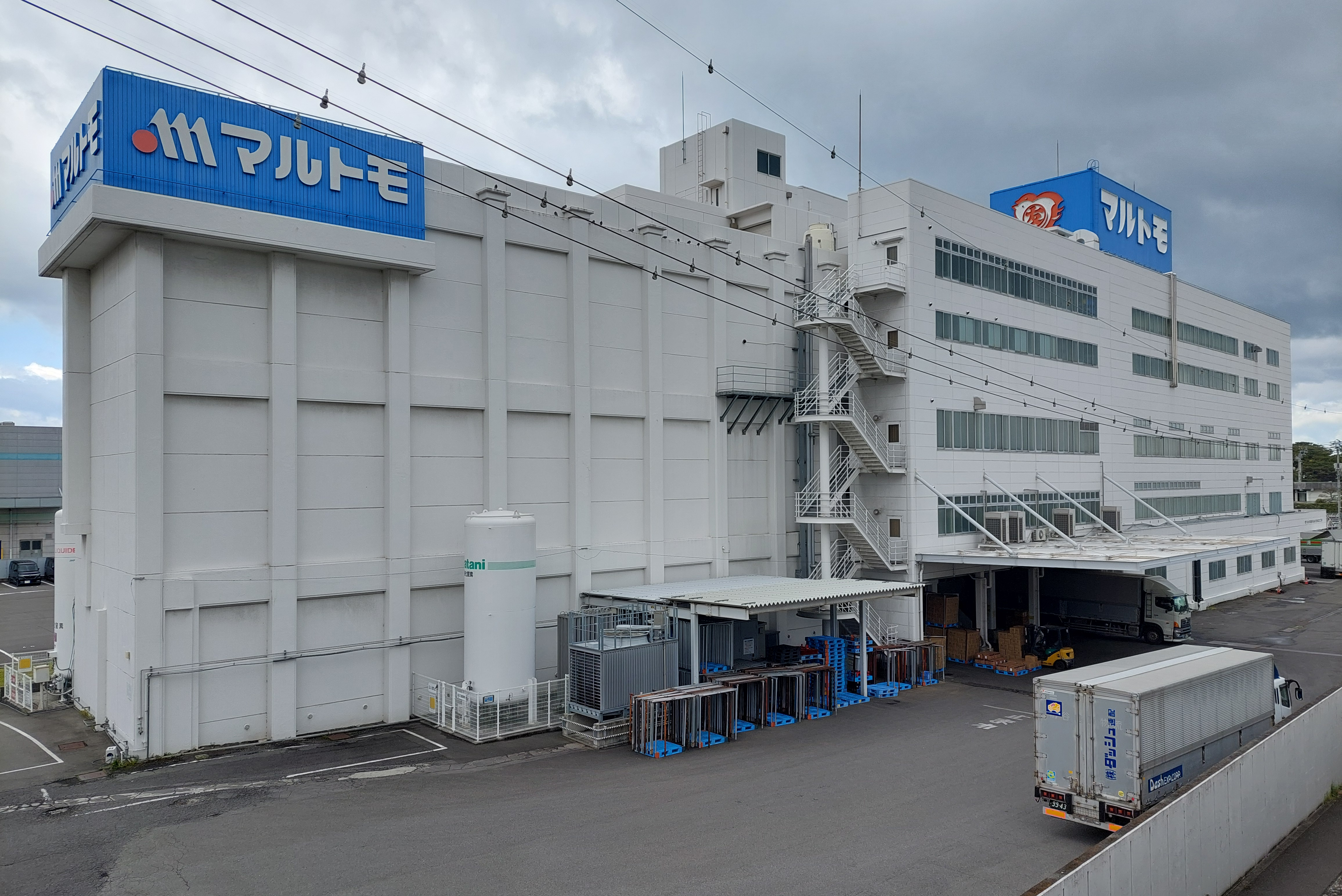
本社工場

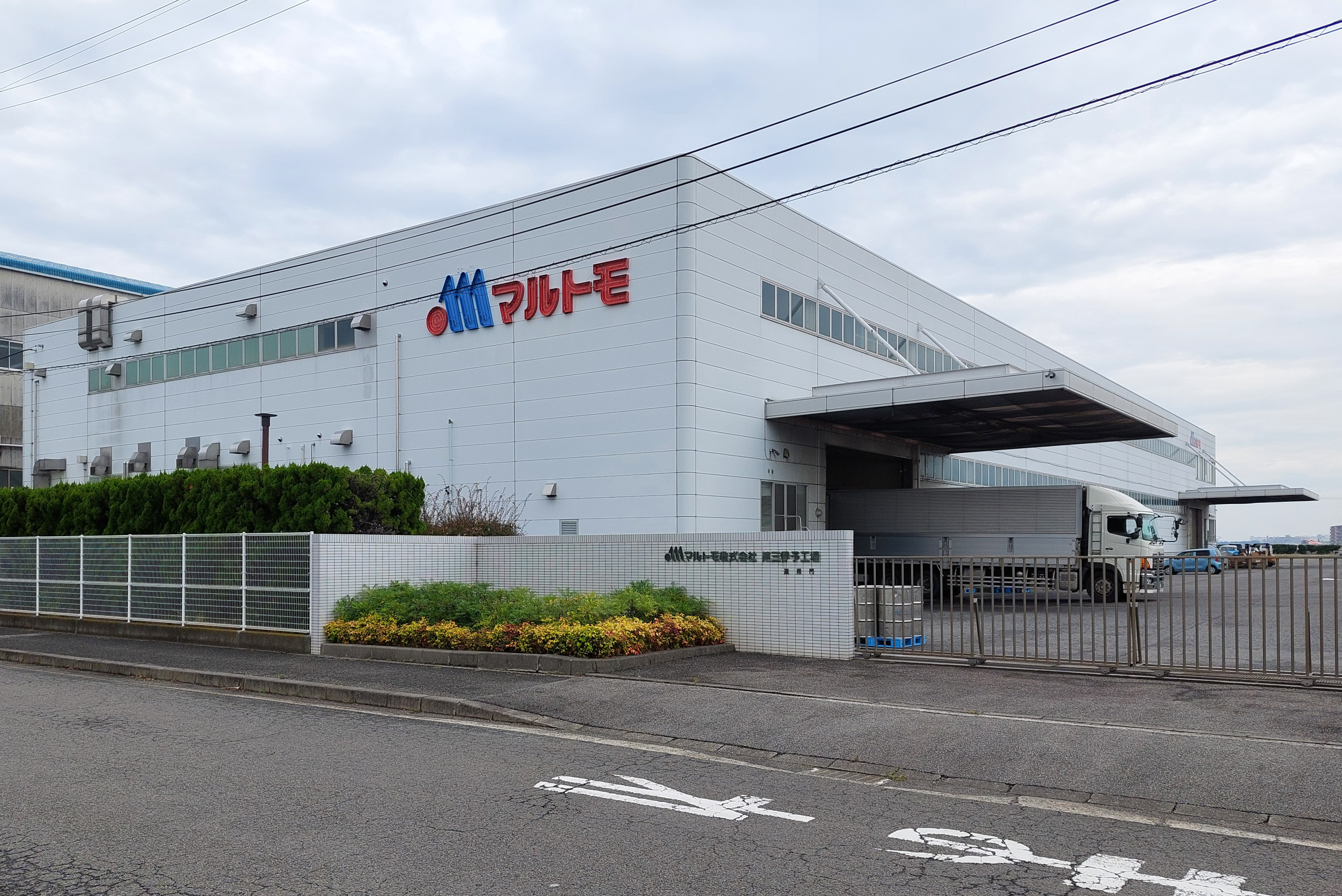
第三伊予工場

1918年（大正7年）に創業者の明関友市が、現在地で削り節工場を操業。1929年（昭和4年）には合名会社に。江戸期から大正期にかけて創業された企業が多く名を連ねる削り節業界では、ヤマキやにんべんなどと並ぶ大手メーカーの一社に数えられる。なお、同じ伊予市に本社を置くヤマキとは本社社屋が同じ通り（通称：花かつお通り）沿いに隣接して位置している。
1964年（昭和39年）には、マルトモ花かつおとして株式会社に改組。ここから鰹節の他に様々な商品を開発し、全国に送り出してゆく。現社名のマルトモには、1982年（昭和57年）に社名変更している。
1985年（昭和60年）には「くらげ塩」を皮切りとしてチルド製品にも進出。現在は「もずくカップ」や「いかそうめん」などの商品を持ち、シェアは全国で3割近くを占めている。このためライバル企業のヤマキよりは、総合的な水産加工品メーカーと見られることも多い。
2013年（平成25年）にカゴメとの業務提携を発表した。
2016年3月には俳優のディーン・フジオカをCMに起用。彼が出演したテレビCMのうち、「プレ節『プレ節の作法 』編 コクうま」と「同 うすさ」は、第38回愛媛広告賞「テレビ広告（15秒）部門」最優秀賞を受賞した。

## 主な商品
- 鰹節（花かつお・かつおパック他）
- 海藻
- だしの素
- つゆ
- 海産物（塩カズノコ・いかそうめん・くらげ・もずくなど）
- 各種贈答品・業務用商品

など

## スポンサー番組（過去）
- 午後は○○おもいッきりテレビ（日本テレビ系） - 前番組『お昼のワイドショー』時代から全国ネットのスポンサーを続けていた。※地元局の南海放送でも放送。
- すてきな出逢い いい朝8時（毎日放送制作・TBS系）※同じく南海放送からあいテレビで放送。
- ダウトをさがせ!（毎日放送制作・TBS系）あいテレビ開局初期に放送。
- オレたちのオーレ!（毎日放送製作・TBS系）同上。
- 明石家多国籍軍（同上）こちらも同上。
- ガチンコ!（TBS系）同上。
- 羽鳥慎一モーニングショー（テレビ朝日）※2016年1月から3月まで、同じく愛媛朝日テレビで放送。
- 料理の鉄人（フジテレビ系） - 1999年4月から半年間複数社提供。同じくテレビ愛媛(当時は愛媛放送)で放送。